# Maczuga skalna

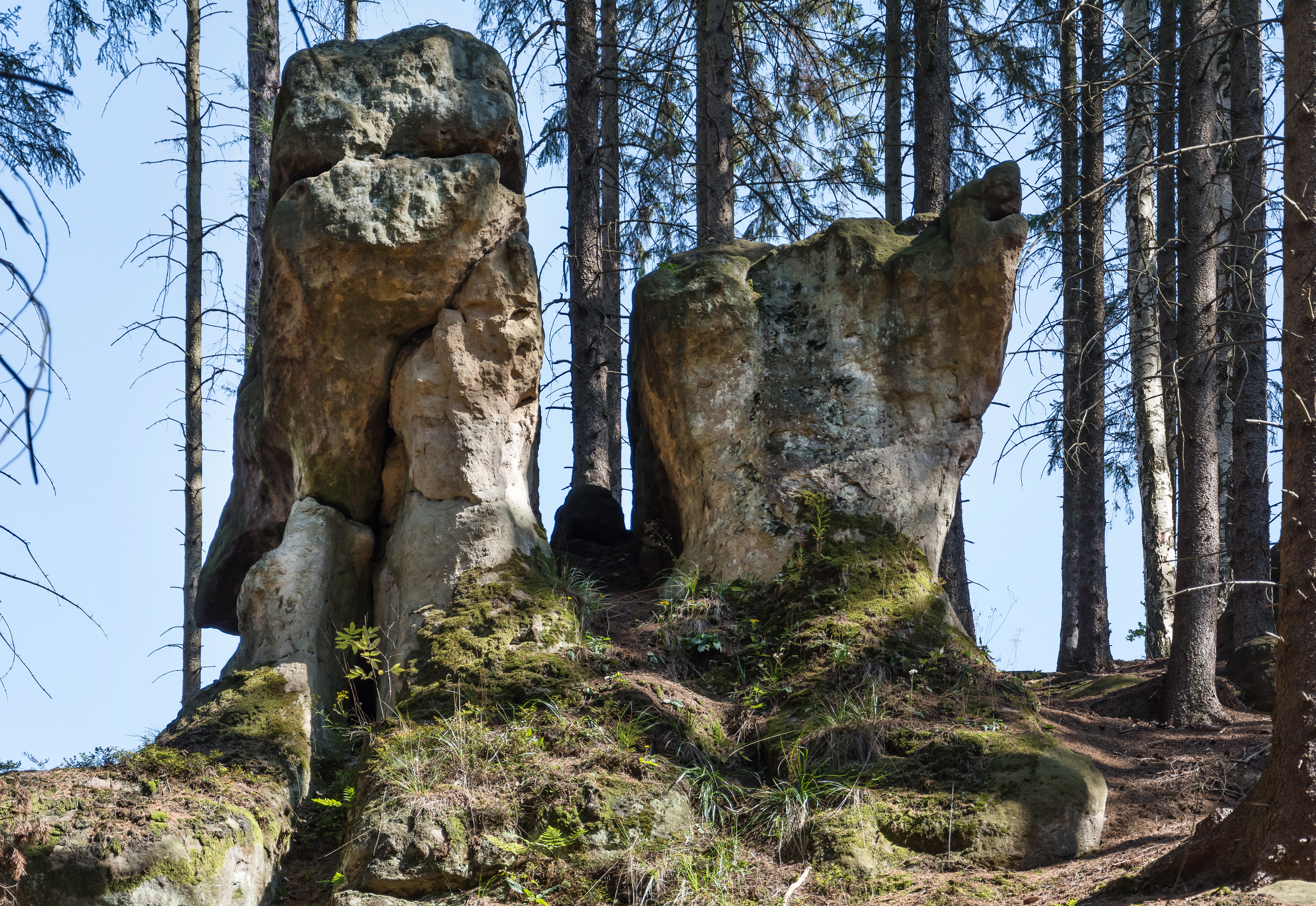
Maczugi skalne w Gorzeszowskich Skałkach

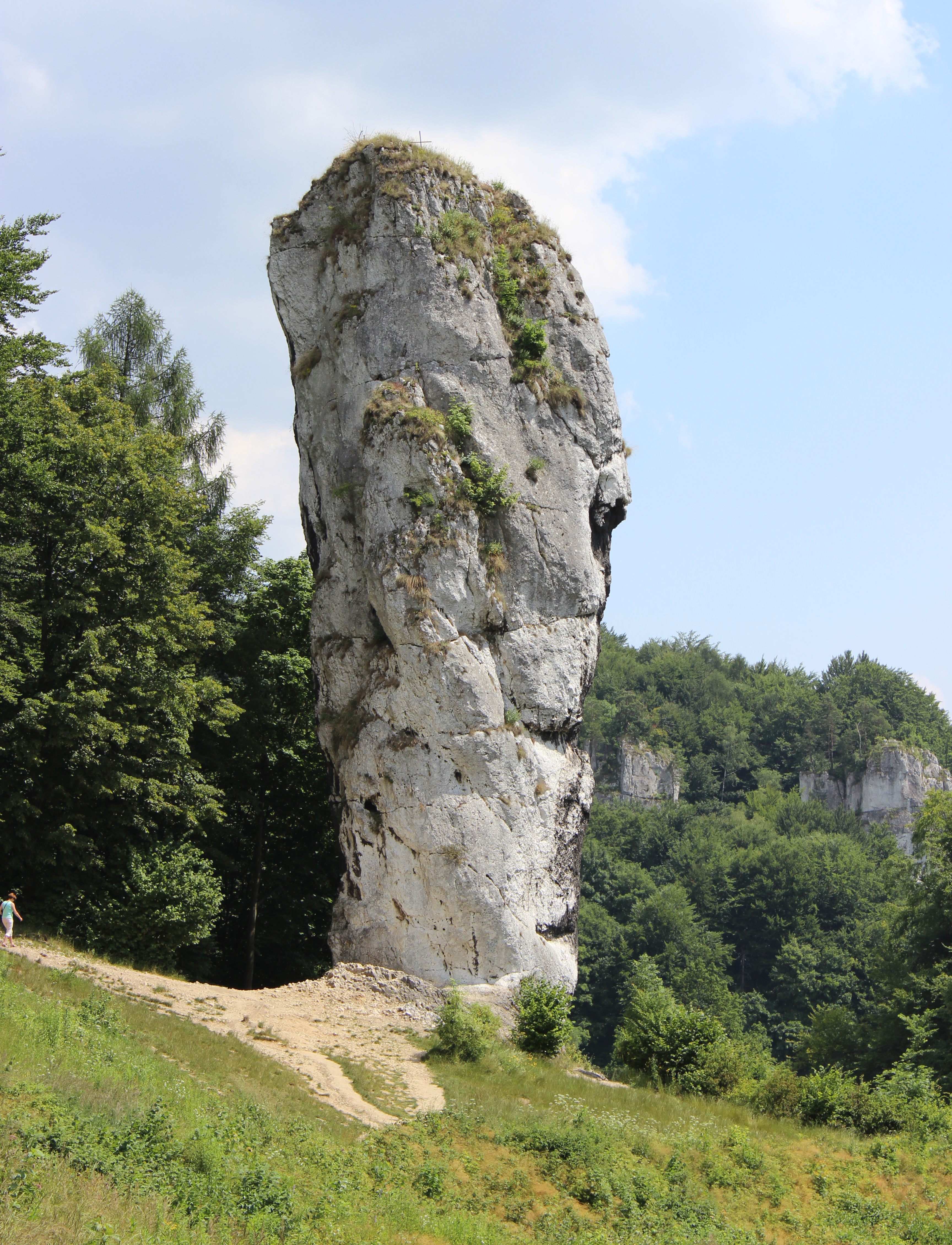
Maczuga Herkulesa

Maczuga skalna – rodzaj skalicy (skałki) o kształcie przypominającym maczugę, smuklejsza forma grzyba skalnego. Najbardziej znana tego typu formacja w Polsce to Maczuga Herkulesa w Pieskowej Skale.